# Shanice Marcelle
Shanice Anastasia Marcelle (* 28. Mai 1990 in Toronto) ist eine kanadische Volleyballspielerin.

## Karriere
Marcelle interessierte sich zunächst mehr für Leichtathletik. Im fünften Schuljahr in Victoria entdeckte sie jedoch ihr Interesse am Volleyball. Im Beachvolleyball gewann sie die kanadische U18-Meisterschaft. 2008 begann sie ihr Studium an der University of British Columbia und spielte in der Universitätsmannschaft der Thunderbirds. Mit dem Team gewann sie fünf Mal in Folge die Meisterschaft der CIS. 2013 wurde Marcelle außerdem von der CIS als Sportlerin des Jahres ausgezeichnet. Im gleichen Jahr nahm sie mit der kanadischen Nationalmannschaft an der NORCECA-Meisterschaft teil, bei der die Kanadierinnen den vierten Rang belegten. Anschließend wechselte Marcelle auf Vermittlung des Nationaltrainers Arnd Ludwig zum deutschen Bundesligisten Dresdner SC und gewann mit dem Verein 2014 und 2015 die Deutsche Meisterschaft. 2015 trug sie im Finale mit den entscheidenden vier Punkten in Folge maßgeblich zur Titelverteidigung bei. Anschließend spielte Marcelle eine Saison in Frankreich bei Volley-Ball Nantes.
Marcelle spielt seit 2019 auch Beachvolleyball auf der FIVB World Tour, bis 2021 an der Seite von Julie Gordon und seit 2022 mit verschiedenen Partnerinnen.